# The Legend of Sleepy Hollow (pel·lícula de 1912)
The Legend of Sleepy Hollow és un curtmetratge mut de l'Éclair dirigit per Étienne Arnaud i protagonitzat per Alec B. Francis i Dorothy Gibson. Es tracta de la segona adaptació cinematogràfica del relat de Washington Irving després de la realitzada per la Kalem el 1909. Es va estrenar el 23 d'abril de 1912.

## Argument
El conte narra la història d'Ichabod Crane al poble d'origen holandès Tarry Town, poble situat en una clotada anomenada Sleepy Hollow cap al 1790. N'Ichabod Crane és un mestre d'escola originari de Connecticut que competeix amb n'Abraham Van Hunt, un brètol, per l'amor de Katrina Van Tassel, la filla de divuit anys de Baltus Van Tassel, un pagès ric del poble. Un vespre de tardor, en sortir d'una festa a casa dels Van Tassel, el cavaller decapitat persegueix n'Ichabod Crane. En Crane desapareix del poble misteriosament i en Van Hunt s'acaba casant amb na Katrina.

## Repartiment
- Alec B. Francis (Ichabod Crane)
- Dorothy Gibson
- John G. Adolphi
- Lamar Johnstone
- Isabel Lamon
- Louis R. Grisel
- Muriel Ostriche
- George Larkin
- Julia Stuart
- John Troyano

## Crítica
La revista Moving Picture World, en el seu número de 4 de maig del 1912, no la va considerar excessivament bé. Destacaven que l'escena del decapitat no enganyaria ni a la mainada i que els decorats eren molt evidents. A més, a la pel·lícula li mancava emoció. Com a aspecte positiu en destacava la fotografia.